# ミハエル・コルテン
ミハエル・コルテン ( Michael Korten、1953年4月9日 - )は ドイツのレーシングドライバー。

## 経歴
カートレースで活躍した後、コルテンは 1977 年にレースデビューし、ドイツ F3とヨーロッパ F3に参戦した。ドイツF3では60ポイントを獲得し、シリーズ4位となった。1978年はシリーズ6位に留まったが、翌1979年にシリーズチャンピオンを獲得した。コルテンはその後、ヨーロッパ・スーパーVeeフォーミュラ、ヨーロッパF2選手権、ドイツレーシングカー選手権、ル・マン24時間レース、スポーツカー世界選手権、ワールド・チャレンジ・フォー・エンデュランス・ドライバーズにも出場した。